# Polyplectron schleiermacheri
Lo speroniere del Borneo (Polyplectron schleiermacheri Brüggemann, 1877) è un uccello galliforme della famiglia dei Fasianidi.

## Descrizione

### Dimensioni
Il maschio misura circa 50 cm di lunghezza (di cui 19-20 costituiti dalla sola coda); la femmina circa 35,5 cm (di cui 15,5-18 di coda).

### Aspetto
Il maschio è contraddistinto da un piumaggio generalmente bruno-marrone che nelle parti superiori tende a sfumare in un leggero rossiccio. Sulla sommità del capo presenta una breve cresta grigio scuro con iridescenze viola che può essere eretta durante i rituali di corteggiamento; attorno agli anelli oculari vi è una zona di pelle nuda rossa-arancio; le copritrici auricolari sono nere o grigio molto scuro; dalla gola di colore bianco puro parte una striscia sempre bianca che scende sino al basso petto, rendendolo visivamente suddiviso in due parti di colore verde-bluastro; il ventre è nero. Sulle ali e sulle zone superiori del corpo spiccano numerosi ocelli verdi-blu con iridescenze viola. La coda, che si presenta con una colorazione leggermente più chiara rispetto a quella del corpo, è composta da circa 24 penne picchiettate di marrone scuro e nero, delle quali le prime 10 più corte presentano 2 luminosi ocelli verdi-blu di forma ovale su ogni penna, mentre le rimanenti sono caratterizzate da un solo grande ocello, ad eccezione di quelle della coppia centrale che ne presentano due. L'iride è grigio-bluastra, mentre becco e zampe sono grigi, con i tarsi dotati di due o più speroni.
La femmina è molto simile al maschio, ma presenta una colorazione della livrea complessivamente più opaca e macchiata di nero con ocelli scarsi non ben definiti o quasi inesistenti, spesso sostituiti da macchie scure irregolari. La coda è composta da timoniere grossolanamente barrate di nero. L'iride è di colore castano scuro, la pelle nuda attorno agli anelli oculari è arancione carico e becco e zampe sono grigi; gli speroni sono assenti o solo minimamente accennati.

### Voce
Sia il maschio che la femmina emettono schiamazzi forti e decisi, che vengono descritti come una sorta di cack-cack.

## Biologia
Di carattere estremamente schivo e diffidente, non sembra portato ad avere atteggiamenti territoriali particolarmente aggressivi, pur essendo i maschi spesso molto nervosi nei confronti delle femmine, ed è possibile che come nello speroniere di Malacca (Polyplectron malacense), suo stretto parente, i loro territori si sovrappongono, soprattutto in determinate zone.

### Alimentazione
Si nutre prevalentemente di insetti e piccoli vertebrati, ma integra la sua dieta con piccole quantità di erbe, semi vari, germogli, foglie tenere, fiori e boccioli, gemme, frutti e bacche.

### Riproduzione
In natura la pratica riproduttiva adottata, contrariamente a quanto si è portati a credere, potrebbe essere a carattere poligamo o comunque la specie potrebbe praticare una poligamia sequenziale o promiscua con i maschi che delimitano piccole aree di corteggiamento all'interno dei territori nel quale le femmine si recano quando sentono il bisogno di accoppiarsi. Tuttavia non è chiaro se siano sempre le stesse o se più femmine frequentino lo stesso partner, oppure se si accoppi e/o accoppino regolarmente con maschi diversi a seconda dell'occasione. Anche in riguardo al periodo sussistono parecchi dubbi, ma sembra che favoriti dalle condizioni climatico-ambientali questi uccelli possano riprodursi nel corso di gran parte dell'anno senza cadenze precise. Il nido, molto rudimentale, consiste in una piccola buca scavata in luogo isolato e grossolanamente rifinita con materiali morbidi e asciutti trovati nelle immediate vicinanze. Eccezionalmente può anche trovarsi sopra ad un ammasso di rami o sterpaglie o ad un grosso cespuglio o ceppo circondato da abbondante vegetazione, così come sulla biforcazione di rami poco distanti dal suolo e ricoperti da rampicanti. Di norma viene deposto un solo uovo per covata, raramente due, incubato dalla sola femmina per circa 21-22 giorni. Appena nato il pulcino è piuttosto grande ed in grado da subito di seguire la madre che durante i primi giorni di vita lo deve praticamente «imbeccare» porgendogli pezzettini di insetti o frutta; il piccolo solitamente rimane con la genitrice per circa due mesi, dopo di che inizia la sua esistenza solitaria.

## Distribuzione ed habitat
La specie è originaria del Borneo, con piccole popolazioni riscontrate sia nel Sabah e nel Sarawak (Malaysia) che nel Kalimantan (Indonesia). Predilige terreni di pianura e bassa collina sino ad un'altezza massima di 600-700 metri sul livello del mare, contraddistinti da foreste pluviali primarie ad alto fusto rese impenetrabili dalla lussureggiante vegetazione dominata dai rampicanti, con fondo umido ricoperto da un abbondante strato torboso composto da materiali spesso marcescenti, ove trova il nutrimento necessario.